# Cercocebus
Cercocebus (мангабі) — рід приматів фауни Старого Світу з родини Мавпові (Cercopithecidae). Рід містить 6 видів стрункої будови, які живуть у лісах Африки. Більшість видів перебуває під загрозою зникнення.

## Етимологія
грец. κέρκος — «хвіст», грец. kêbos — «мавпа».

## Середовище проживання
Вони в основному лісові жителі, їх середовищем проживання на додаток тропічних лісів і мангрових боліт можуть бути сухі ліси, а також плантації.

## Стиль життя
Ці тварини є денними і залишаються в основному на землі. Живуть разом у групах від 10 до 30 тварин. Групи складаються з 1—3 самців, кількох самиць і їхнього потомства. У першу чергу рослиноїдні, але іноді також їдять комах.
Період вагітності становить близько 170 днів, здебільшого народжується один малюк. Діти досягають статевої зрілості у віці від 5 до 7 років. У неволі тривалість життя до 30 років.

## Види
За даними МСОП є 6 сучасних видів роду:
- - Cercocebus agilis
  - Cercocebus atys
  - Cercocebus chrysogaster
  - Cercocebus galeritus
  - Cercocebus sanjei 
  - Cercocebus torquatus